# Patrick Weihrauch
Pour les articles homonymes, voir Weihrauch.
Patrick Weihrauch, né le 3 mars 1994, est un footballeur allemand qui évolue au poste d'attaquant au FC 08 Hombourg.

## Carrière
Patrick Weihrauch dispute son premier match dans l'équipe une pendant la période des préparations de la saison 2015-2016

## Palmarès

### En équipe nationale
- Allemagne -17 ans
  - Finaliste du championnat d'Europe des moins de 17 ans en 2011